# Evangelický kostel (Smíchov)
Evangelický kostel při farním sboru Českobratrské církve evangelické (sborový dům J. A. Komenského) je sakrální stavba vybudovaná v letech 1930 až 1931 na pražském Smíchově, v ulici Na Doubkové. Autorem jeho ideového návrhu byl Filip Křížek, jehož syn Jaroslav objekt vyprojektoval. Sbor však neměl dostatek finančních prostředků na výstavbu kostela, a proto se rozhodl vydat losy věcné loterie, jejíž výtěžek pomohl část nákladů uhradit. Přesto se sbor zadlužil a splátky umořoval až do druhé světové války. Slavnostní otevření novostavby kostela se uskutečnilo 28. září 1931 a první kázání v ní pronesl univerzitní profesor František Bednář. Na počátku 21. století zvažovali členové sboru zásadní rekonstrukci interiéru domu. Představitelé sboru sice nejprve vybrali návrh architektky Hany Seho, který ale nezískal podporu ostatních členů sboru, a proto od něj bylo upuštěno. Z dalšího výběrového řízení vzešel návrh atelieru MCA, jenž je nakonec realizován.
Dům je postaven v neoklasicistním slohu a v době svého dokončení patřil k největším v celé církvi. Vedle bohoslužebného sálu se stolem Páně a kazatelnou z umělého červeného mramoru a s kruchtou s píšťalovými varhanami obsahuje dům přednáškový sál pojmenovaný „Křížkova síň“, sborovou kancelář, prostory pro setkávání mládeže a byty. Přednáškový sál sbor pronajímá, a to ateliéru tvořícímu krátké animované filmové příběhy a večerníčky jako A je to! nebo Jája a Pája.
Členkou smíchovského evangelického sboru byla i Milada Horáková s rodinou. Na její počest stojí před kostelem od roku 2010 socha, jejímž autorem je akademický sochař Olbram Zoubek. Před skulpturou osadil autor žulovou desku se zlatou růží v oběšencově oprátce.

## Historie

### Začátky smíchovského sboru
Roku 1909 na Smíchově, který tehdy představoval samostatnou obec ležící mimo město Prahu, vznikla kazatelská stanice klimentského sboru. Po vzniku Českobratrské církve evangelické (1918) přešla stanice pod správu salvátorského sboru. O tři roky později (1921) byl na Smíchově ustaven takzvaný filiální sbor a od roku 1924 sbor farní.

### Budování vlastního kostela

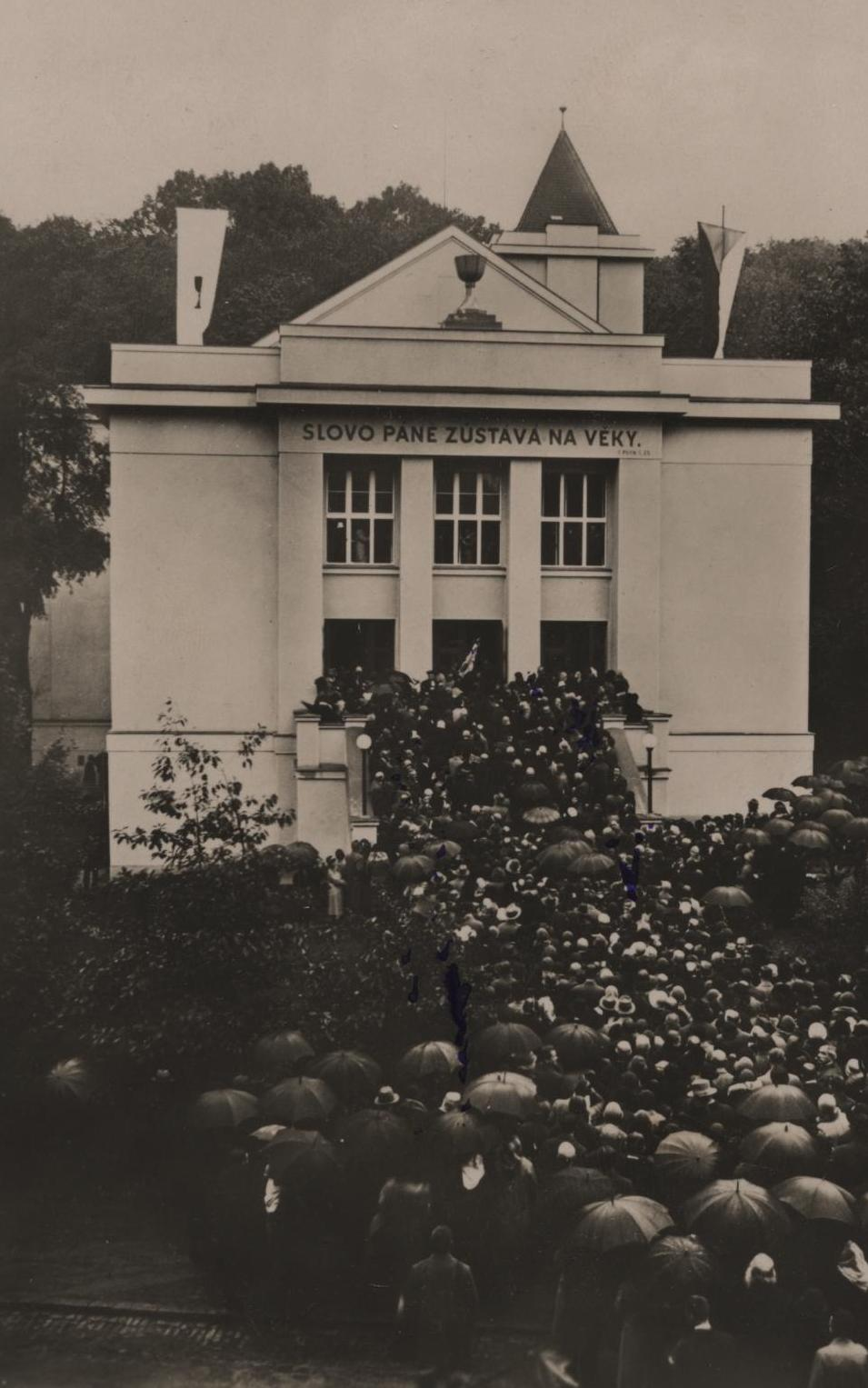
Momentka ze slavnostního otevření (1931)

Věřící se od počátku vzniku kazatelské stanice scházeli nejprve ve smíchovské škole, od roku 1916 s ohledem na rostoucí počet návštěvníků bohoslužeb využíval sbor péčí Filipa Křížka školní kapli objektu gymnázia Na Zatlance, ve které první bohoslužby vykonal mělnický farář František Žilka. Postupně ani prostory kaple nestačily (například v roce 1926 měl sbor 3536 členů) a sbor zvažoval výstavbu vlastního kostela. Zvažovala se sice možnost pronájmu nebo úprav některého již existujícího objektu, nicméně na konci roku 1927 bylo rozhodnuto o výstavbě nového kostela. Město Praha se rozhodlo na stavbu věnovat parcelu na severním úpatí Pavího vrchu v ulici Na Doubkové. Na vlastní stavbu se sešlo několik návrhů. Nakonec byl vybrán ten, jenž ideově připravil někdejší kurátor sboru Filip Křížek a architektonicky v roce 1929 zpracoval jeho syn Jaroslav. Celkové náklady na stavbu se vyšplhaly na půl druhého milionu korun. Vzhledem k tomu, že církev nedisponovala dostatečnými finančními prostředky na pokrytí nákladů stavby, rozhodli se představitelé sboru vydat losy věcné loterie, jejíž tah se konal 17. února 1928. Čistý výtěžek loterie činil 200 tisíc korun. Ačkoliv se navíc věřící rozhodli sboru poskytovat dary či bezúročné půjčky, zadlužila výstavba smíchovský sbor milionovým dluhem, který se podařilo splatit až během druhé světové války.
Základní kámen byl položen 5. října 1930, nicméně slavnost se nakonec kvůli deštivému počasí uskutečnila ve stávající gymnaziální kapli. Novostavbu kostela provedl Josef Svaták z Radlic. Budování netrvalo ani rok, nicméně během té doby Filip Křížek v květnu 1931 zemřel a na jeho památku vlál nad rozestavěným objektem smuteční černý prapor. Dne 28. září 1931 byl nový objekt slavnostně otevřen. Věřící se ten den nejprve sešli v původní modlitebně ve školní kapli, kde při bohoslužbě kázal profesor Ferdinand Hrejsa a poté se v průvodu vypravili k novému kostelu. V něm první kázání pronesl univerzitní profesor a teolog František Bednář a posvěcení chrámu posléze učinil nejvyšší představitel církve, synodní senior Josef Souček. Již od svého otevření nese kostel označení „Dům J. A. Komenského“, byť na pozvánce ke slavnostnímu otevření byl objekt nazván „Jubilejním chrámem Páně“, což odkazovalo na výročí 150 let od vydání Tolerančního patentu (1781).
Roku 1940 se smíchovský sbor inspiroval přístupem ze Spojených států amerických a jako první sbor v celé Českobratrské církvi zavedl tak zvané jesle, tedy opatrovnu malých dětí během bohoslužeb, jejichž matky si tak mohly nerušeně prožít bohoslužbu a po ní si své děti opět vyzvednout.
V průběhu druhé světové války působily ve sboru dvě odbojové skupiny. Vzniklo zde komunistické uskupení Předvoj, jehož činnost připomíná pamětní deska osazená u vstupu do objektu z ulice Na Doubkové. Vedle něho v ilegalitě působila Zpravodajská brigáda, z části tvořena několika členy smíchovského sboru.

### Přestavba kostela
Během devadesátých let 20. století prošel objekt obnovou. Od roku 2011, kdy sbor slavil osmdesát let od otevření domu, zvažovali členové sboru další rekonstrukci kostela. Impulzem jim pro to byla potřeba renovace podlahy hlavního sálu a v souběhu s ní začali rozmýšlet, zda úpravy neuchopit komplexněji. Roku 2012 proto oslovili trojici architektů, a sice Ondřeje Radu, Hanu Seho a Davida Vávru, se žádostí o návrh realizace úprav. Z předložených řešení úprav se sbor rozhodl pokračovat v díle Hany Seho. Autorka představila v lednu 2014 své tři projektové vize, ze kterých se zvolila finální podoba. Během dubna následujícího roku se představitelé sboru (staršovstvo) rozhodli započít s úpravami elektroinstalace a vybavení ve vstupní předsíni domu. Další úpravy pak měly následovat v bohoslužebném prostoru. Mezi částí členů sboru se ale proti přestavbě zvedla kritika, která projektu vytýkala míru nevratné změny stávajícího prostoru, úpravu barevného pojetí interiéru či odstranění prvků zhotovených z ceněného umělého mramoru. Staršovstvo sboru se proto během letních prázdnin roku 2016 rozhodlo k uspořádání ankety mezi členy sboru. Většina respondentů se vyslovila proti architektčině návrhu a sbor proto od záměru úprav domu dle jejích představ v září 2016 ustoupil.
Další architektonickou soutěž otevřel sbor v roce 2017. Přihlásilo se do ní celkem osmnáct ateliérů, z nichž do druhého kola postoupily návrhy tří kanceláří. Nakonec byl vybrán architektonický ateliér MCA. První fází přestavby se stala renovace lavic v bohoslužebném sále, na níž mohli zájemci přispět formou jejich adopce.

## Popis objektu

### Budova kostela

#### Exteriér

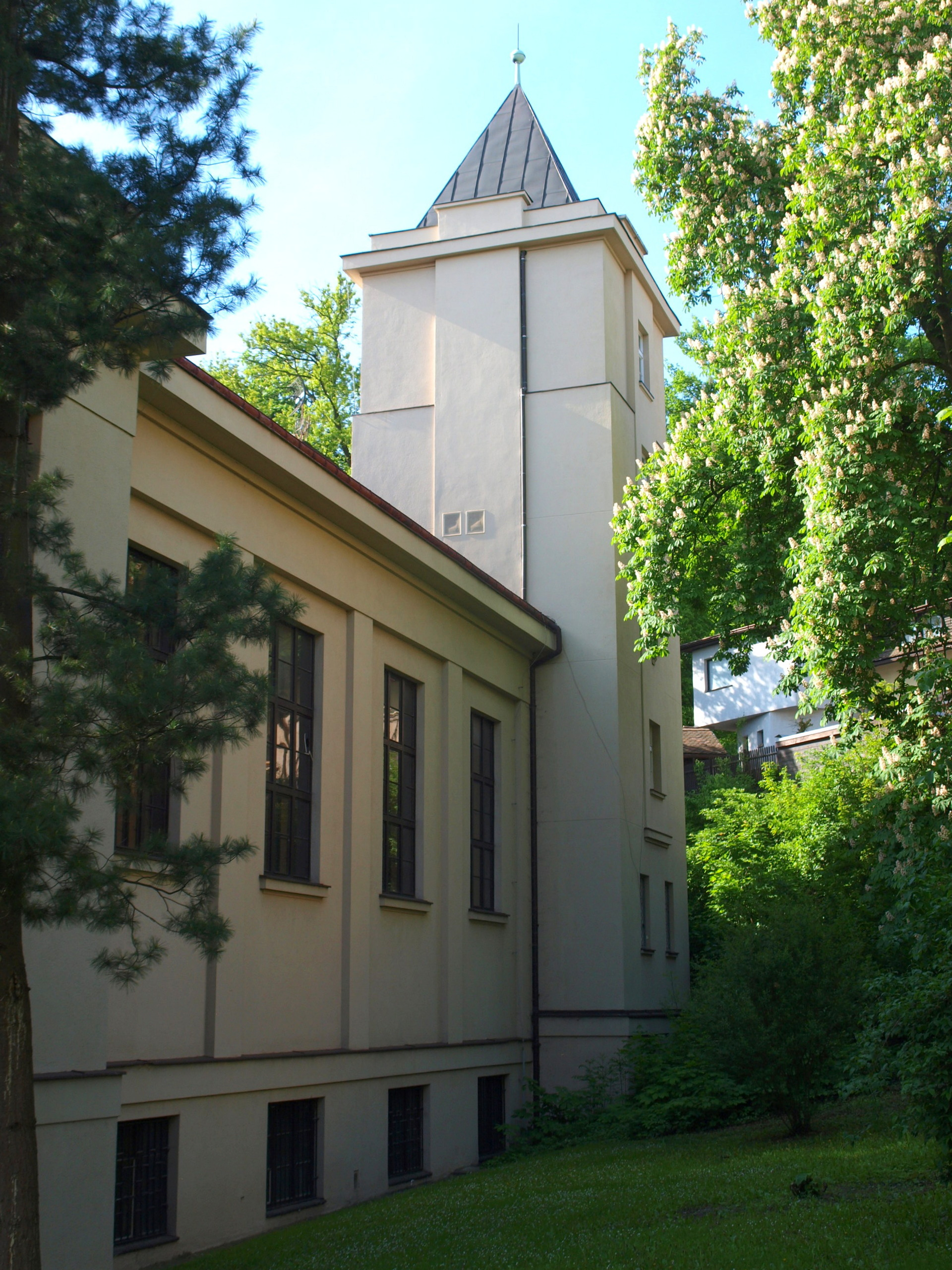
Věž v jihozápadním rohu stavby

Architekt navrhl stavbu v novoklasicistním stylu, s půdorysem ve tvaru písmene „L“, do jehož jihozápadního nároží umístil čtyřbokou věž. V době svého vzniku patřil objekt k největším v celé církvi. Stavba svou podobou odkazuje na toleranční modlitebnu. Nad hlavním vstupem, orientovaným k Bieblově ulici, jsou osově osazeny Bible a pozlacený kalich odkazující na českou reformaci. Rovněž je zde text z Písma svatého „Slovo Páně zůstává na věky“. Přístup do kostela je zajištěn širokým schodištěm předsazeným před vlastní budovou. Z počátku se na zděném zábradlí u vstupu na schodiště nacházela po každé straně na sloupu jedna lampa zakončená bílou baňkou. Další vstup do objektu umožňuje boční přístup z ulice Na Doubkové, kudy je možné se dostat k přednáškovému sálu v suterénu budovy.
Z jižní strany, od sadů na Santošce, navazuje na sakrální objekt administrativní a obytná část, jejíž součástí je rozsáhlá terasa ve druhém patře, a hranolová věž zbudovaná v jihozápadním nároží. Bohoslužebný sál je zakryt sedlovou střechou, věž střechou jehlancovou.

#### Interiér

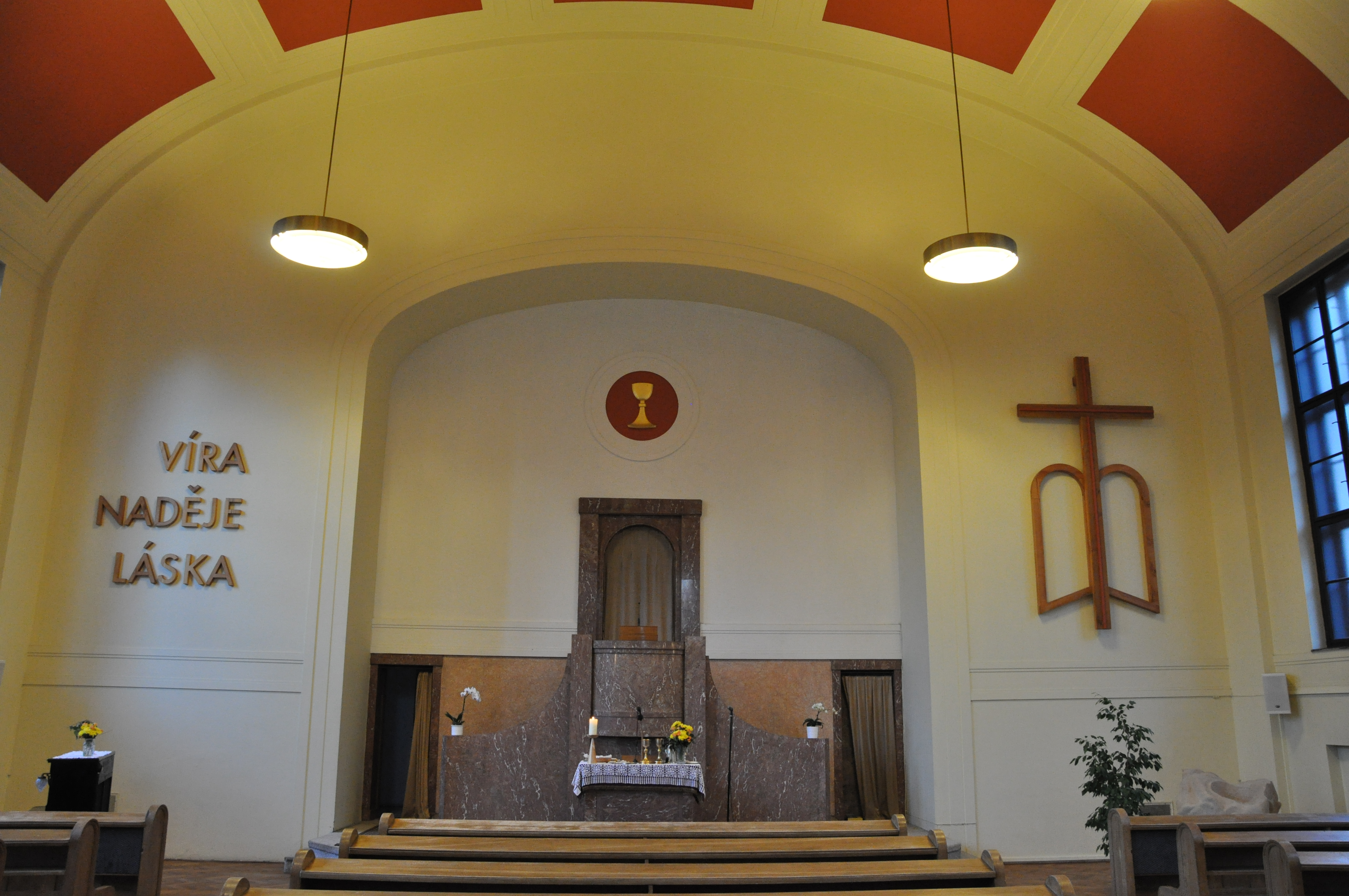
Bohoslužebný sál (2014)

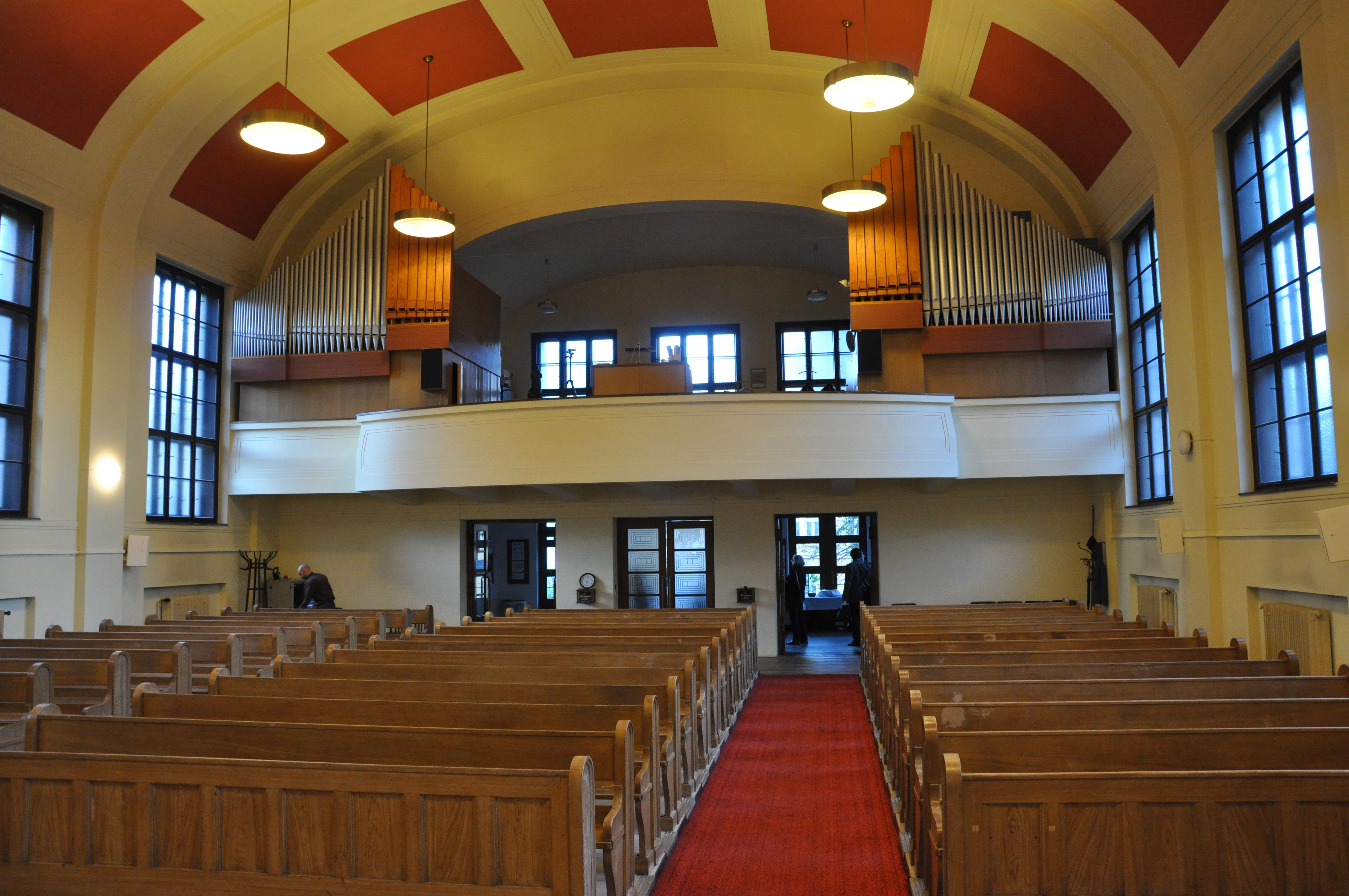
Bohoslužebný sál s varhanami (2014)

V budově se nachází bohoslužebný sál pro 500 návštěvníků, jenž je zaklenut segmentovou valenou klenbou. Naproti vstupu se v sále nachází mělká oltářní nika. Po obou bočních stěnách bohoslužebného sálu jsou osazena velká obdélníková okna. Pod nimi se původně nacházely citáty z Bible, které však byly v pozdějších letech zabíleny. Další nápisy se nacházely i na čelní stěně. Celkem se v sále nacházelo dvanáct biblických textů. Návštěvníkům jsou k dispozici lavice instalované ve třech řadách. Součástí sálu je rovněž prostorná kruchta s píšťalovými varhany. Z původního vybavení se v kostele nachází stůl Páně, křeslo pro kazatele a kazatelna z umělého červeného mramoru. Do podstavce kazatelny je osazen základní kámen celého kostela. Od roku 2009 se zde navíc nacházela kamenná křtitelnice vytvořená sochařem Ivanem Jilemnickým, jež měla podobu rozevřených nebes a symbolicky odkazovala ke křtu Ježíše Krista. Autor dílo vytesal z pískovce a celá plastika měla hmotnost téměř 1,5 tuny. Žádná jiná výzdoba se zde nenacházela. Během rekonstrukce navržené studiem MCA však dochází k nahrazení stávající křtitelnice a mobiliáře kostela novými prvky. Stůl Páně je po změně ve tvaru nakrojeného bochníku chleba či otevřené náruče, kazatelna má podobu rozevřené knihy.

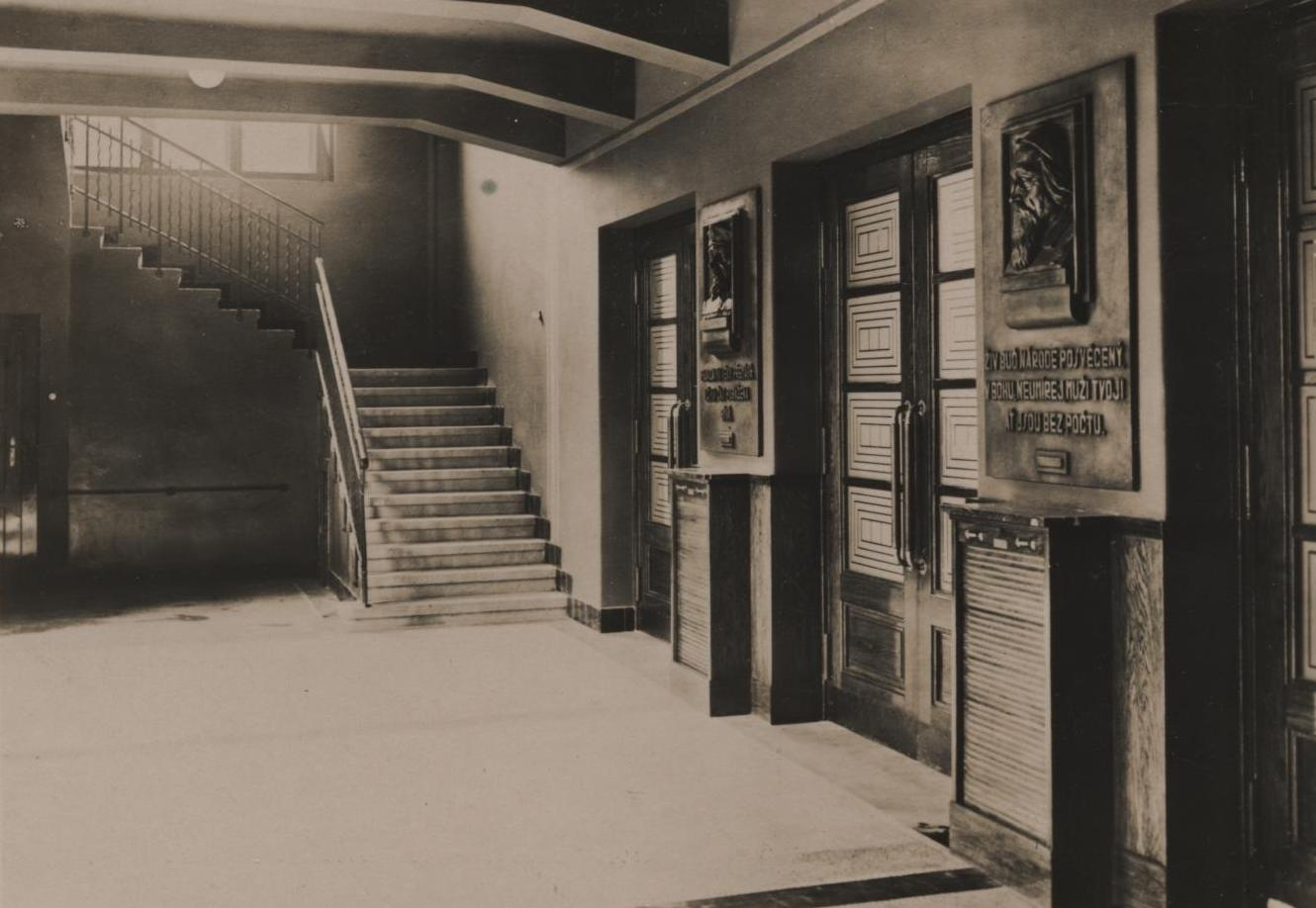
Vstupní předsíň

Do bohoslužebného sálu se vstupuje třemi dveřmi z předsíně, ze které vedou schody na kruchtu s varhanami. Mezi levými a středními dveřmi (z pohledu při vstupu do bohoslužebného sálu) se nachází pamětní deska s plastikou Jana Husa s textem „Pravda na věky přemáhá ač na čas poražena bývá“. Mezi středními a pravými dveřmi je osazena deska věnovaná Janu Amosi Komenském, na níž se pod jeho plastikou nachází citát „Živ buď, národe posvěcený, v Bohu; neumírej, muži tvoji, ať jsou bez počtu“. Obě desky jsou sádrové, patinované.
Dále se v objektu nachází přednáškový sál s pódiem a galeriemi, jenž na počest Filipa Křížka nese pojmenování „Křížkova síň“. Do sálu se vejde několik set lidí. Je zde rovněž sborová kancelář, prostory pro archiv, čítárna a sál pro setkávání mládežníků. V části objektu se dále nachází byt faráře, kostelníka a ještě jeden byt využívaný k pronájmu. Přednáškový sál využíval český malíř Vojtěch Kubašta, který zde při loutkových divadelních představeních umělecké skupiny pod vedením Čeňka Sováka předváděl své prostorové pohádky. Kubašta vytvářel kulisy zachycující českou vesnici, hrady a zámky, navíc připravoval návrhy dekorací a kostýmů a namaloval i oponu. Sbor prostory Křížkovy síně pronajímá, k roku 2014 například společnosti Animation People, jež se zabývá výrobou krátkých animovaných filmů či večerníčků, mezi něž patří třeba A je to! nebo Jája a Pája.

### Okolí

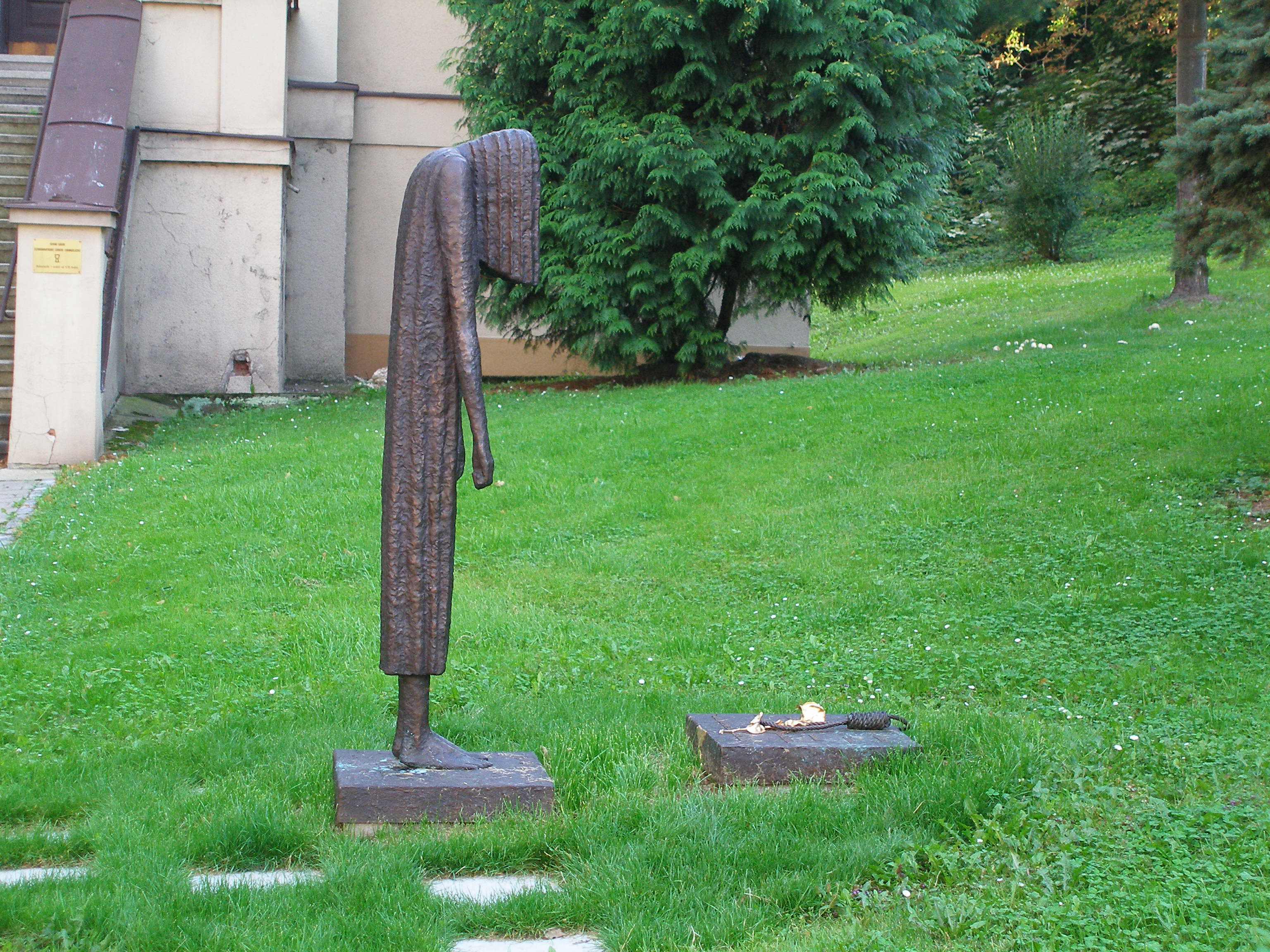
Pomník Milady Horákové

Vpravo od přístupové cesty ke schodišti do kostela z Bieblovy ulice je osazena socha zpodobňující Miladu Horákovou, někdejší členku smíchovského sboru. Autorem skulptury je akademický sochař Olbram Zoubek, který se následně za své dílo zřekl honoráře. Její odhalení se uskutečnilo 10. října 2010, k 75. výročí vstupu manželů Horákových mezi členy smíchovského sboru a 60 let po popravě Milady Horákové v pankrácké věznici. Socha má podobu ženské postavy. Na výšku měří asi dva metry a je zhotovena z bronzu. Má sklopenou hlavu, přes níž jí není vidět do tváře. Ke kolemjdoucím je otočena zády. Před skulpturou je na zemi osazena žulová deska se zlatou růží v oběšencově oprátce. Podle autora má celková kompozice díla vybízet procházející, aby přistoupili k soše blíže, prozkoumali desku a rozmýšleli o tom.

## Využití kostela
Kostel slouží především pro bohoslužby, které se konají v neděli. Pravidelně se dům připojuje k Noci kostelů. Prostory jsou využívány i pro koncerty. Vystoupila zde například tělesa Musica Rustica či Tibia Pragensis. V roce 2013 se na Boží hod vánoční (25. prosince) uskutečnil přímý přenos bohoslužeb vysílaný Českou televizí na stanici ČT2. Kázal při nich tehdejší nejvyšší církevní představitel, synodní senior Joel Ruml.